# Muhammad Ahmad Al-Sharif
Muhammad Ahmad asch-Scharif  (arabisch محمد أحمد الشريف, DMG Muḥammad Aḥmad aš-Šarīf) war Generalsekretär der World Islamic Call Society mit Hauptsitz in Tripolis in Libyen, einer 1972 von Muammar al-Gaddafi und führenden Vertretern der libyschen Regierung gegründeten Dachorganisation, in der 250 islamische Organisationen aus der ganzen Welt zusammengeschlossen sind.
Scharif ist einer der  Senior Fellows des Königlichen Aal al-Bayt Instituts für Islamisches Denken (Royal Aal al-Bayt Institute for Islamic Thought) in Jordanien.